# معادلات دينامية حرارية
للاطلاع على جدول مرجعي سريع انظر:: جدول المعادلات الترموديناميكية
في الديناميكا الحرارية، تتواجد مجموعة كبيرة من المعادلات المرتبطة بالتعبير عن العلاقات بين الكميات الدينامية الحرارية. في ترموديناميكا كيميائية، أحد فروع الديناميكا الحرارية، المرتكز أساسا على أول قانونين من قوانين الترموديناميك. فاستنادا إلى القانونين الأولين، يمكن اشتقاق أربع معادلات تدعى «المعادلات الأساسية لجيبس». من هذه المعادلات الأربع، يمكن اشتقاق عدد أكبر من المعادلات التي تعبر عن حالات خاصة في علم الدينامية الحرارية، والنظم الترموديناميكية المختلفة، وذلك باستخدام رياضيات بسيطة للغاية. هذه المعادلات تشكل الإطار الرياضياتي للديناميكا الحرارية الكيميائية.

## ترميزات
بعض أهم الكميات الدينامية الحرارية وترميزاتها:
| متغيرات مترافقة (مقترنة) | متغيرات مترافقة (مقترنة) | متغيرات مترافقة (مقترنة) | متغيرات مترافقة (مقترنة) |
| ------------------------ | ------------------------ | ------------------------ | ------------------------ |
| p                        | الضغط                    | V                        | الحجم                    |
| T                        | الحرارة                  | S                        | الإنتروبية               |
| μ                        | كمون كيميائي             | N                        | عدد الجسيمات             |

| كمونات ترموديناميكية | كمونات ترموديناميكية | كمونات ترموديناميكية | كمونات ترموديناميكية |
| -------------------- | -------------------- | -------------------- | -------------------- |
| U                    | طاقة داخلية          | ........... ..A      | طاقة هلمهولتز الحرة  |
| H                    | إنتالبية             | .............. G     | طاقة جيبس الحرة      |

| خواص المواد                | خواص المواد                   |
| -------------------------- | ----------------------------- |
| ρ                          | كثافة                         |
| CV                         | سعة حرارية عند ثبات الحجم     |
| Cp                         | سعة حرارية عند ثبات الضغط     |
| {\displaystyle \beta _{T}} | قابلية انضغاط متساوية الحرارة |
| {\displaystyle \beta _{S}} | قابلية انضغاط كظومة Adiabatic |
| {\displaystyle \alpha }    | معامل تمدد حراري              |

| متغيرات اصطلاحية أخرى | متغيرات اصطلاحية أخرى                            |
| --------------------- | ------------------------------------------------ |
| δw                    | مقدار لامتناهي الصغر من العمل... ...الوحدة جول   |
| δq                    | مقدار لامتناهي الصغر من الحرارة... ...الوحدة جول |

| Constants | Constants          |
| --------- | ------------------ |
| kB        | ثابت بولتزمان      |
| R         | ثابت الغاز المثالي |